# Selección de balonmano de la República Federal de Yugoslavia
La Selección de balonmano de la República Federal de Yugoslavia era el equipo formado por jugadores de nacionalidad yugoslava que representaba a la Federación Yugoslava de Balonmano en las competiciones internacionales organizadas por la Federación Internacional de Balonmano (IHF) o el Comité Olímpico Internacional (COI). Cosechó dos terceros puestos en los Campeonatos del Mundo de 1999 y 2001.

## Historial

### Juegos Olímpicos
- 1996 - No participó
- 2000 - 4ª plaza

### Campeonatos del Mundo
- 1993 - No participó
- 1995 - No participó
- 1997 - 9ª plaza
- 1999 -  Tercera
- 2001 -  Tercera
- 2003 - 8ª plaza

### Campeonatos de Europa
- 1994 - No participó
- 1996 -  Tercera
- 1998 - 5ª plaza
- 2000 - No participó
- 2002 - 10.ª plaza

- Datos: Q9075755